# حيتان بالينية
الحيتان البالينية، والتي تعرف أيضاً باسم حيتان العظام والحيتان الضخمة (باللاتينية: Mysticeti)، إحدى التحت رتبتين المكونتين لرتبة الحيتانيات.
تتميز الحيتان البالينية بوجود صفائح بالينية عوضاً عن الأسنان، تستخدم لتصفية الطعام من الماء، ولا تنمو لهذه الحيتان أسنان إلا في المرحلة الجنينية، بينما تشير بعض الأبحاث التي أجريت على أحافير أعضاء تحت رتبة البالينات إلى أنها كانت تمتلك أسناناً قبل أن تتطور. الاسم العلمي مبني على الكلمة الإغريقية "mystax"، بمعنى شارب. تحتوي تحت رتبة البالينات على 4 عائلات، يندرج تحتها حوالي 15 نوع.

## التشريح
الحيتان البالينية أكبر حجماً في العادة من الحيتان ذوات الأسنان ومنها الحوت الأزرق، الذي يعد أضخم الكائنات على الكرة الأرضية، والأنثى أكبر حجماً من الذكر. للحيتان البالينية صفائح رقيقة تتدلى من الفك العلوي، وتتكون من مادة البالين (أنظر بالين). كذلك، تتميز الحيتان البالينية بوجود فتحتين أعلى رأسها للتنفس، مما يطلق زفيراً شبيهاً بشكل 7.

## السلوكيات

### الصعود إلى السطح
بالرغم من حجومها وكتلها الهائلة، إلا أن للبالينات القدرة على القفز خارج الماء بشكل كامل. فالحوت السنامي مثلاً يتميز بقدرته على أداء بعض الحركات البهلوانية، ويمكن للبالينات الأخرى الصعود إلى السطح والخروج من الماء جزئياً أو ضرب أذيلها على سطح الماء. لم يتمكن العلماء من تفسير هذا السلوك حتى الآن، إلا أن البعض يعتقد بأنها وسيلة يجذب بها الذكر الأنثى، وتزيد من فرصه للتغلب على الذكور المنافسة.

## الأهمية للإنسان

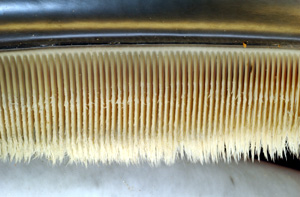
البالين

منذ القرن الحادي عشر إلى أواخر القرن العشرين، كانت الحيتان البالينية تصطاد تجارياً للاستفادة من زيوتها ومادة البالين. يمكن استخدام الزيوت لصنع زيوت الطهي، بينما تستخدم مادة البالين في تقوية المشدات وطي الأوراق.

## تطور البالينات

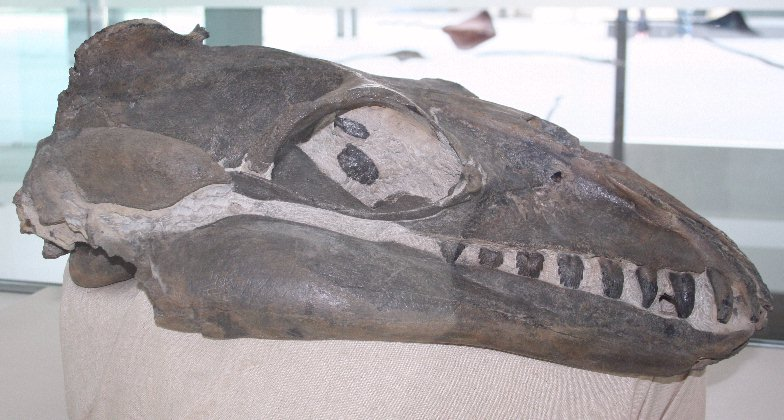
الجانجوسيتوس، أحد الأسلاف المفترسة الحيتان البالينية

ظهرت البالينات الأولى في أوائل عصر الأوليجوسين، أو في أواخر عصر الأيوسين (39 - 29 مليون سنة مضت). لم تتواجد مادة البالين بالكثافة نفسها التي توجد عند البالينات الحالية، لكنها امتلكت أسنان. جانجوسيتوس كان أحد أسلاف الحيتان البالينية، وتميز بوجود أسنان حادة، يتغذى على الحبار والأسماك، إضافة إلى بعض الكائنات الأكبر حجماً، كأسماك القرش وبعض الحيتانيات الشبيهة بالدلفين، مما يشير إلى أن الحيتان البالينية كانت حيوانات مفترسة تطورت إلى كائنات أكثر لطفاً، تفتقر إلى وجود الأسنان. ظهر أول حوت باليني ذو صفائح بالينية ودون أسنان في أوائل أو أواسط عصر الأيوسين، من سلف ذو أسنان، تأقلم ليتناول الأسماك الصغيرة أو كائنات أخرى، بحيث اكتفى بتصفية الماء للتغذية.

## التصنيف
- رتبة الحيتانيات
- تحت رتبة البالينات: الحيتان البالينية

- عائلة الحيتان المقوسة الفك

- جنس الحيتان مقوسة الرأس

- حوت مقوس الرأس، Balaena mysticetus

- جنس الحيتان الصائبة

- حوت شمال الأطلسي الصائب
- حوت شمال الهادي الصائب
- حوت صائب جنوبي

- عائلة الحيتان الأخدودية

- تحت عائلة بالينوبترينا

- جنس بالينوبترا

- حوت زعنفي
- حوت سنامي
- حوت أزرق
- حوت بريد
- حوت بريد القزم (حوت إيدن)
- حوت المنك الشمالي
- حوت المنك الجنوبي (حوت المنك الأنتاركتكي)
- حوت راعي البحر

- تحت عائلة ميغابترينا

- جنس ميغابترا

- حوت سنامي

- عائلة الحيتان الرمادية

- جنس الحيتان الرمادية

- حوت رمادي

- عائلة الحيتان الصائبة القزمة

- جنس الحيتان الصائبة القزمة

- حوت صائب قزم

- † جنس حيتان هاريسون

- † حوت هاريسون

- † عائلة الجانجوسيتوس

- † جنس الجانجوسيتوس

- † جانجوسيتوس

- † عائلة ماملودون

- † جنس ماملودون

- †ماملودون

† منقرض